# Dinastía Toungoo
La dinastía Toungoo fue la que gobernó en Birmania desde el siglo XV o XVI, hasta el siglo XVIII. Sus primeros reyes, Tabinshwehti y Bayinnaung, lograron reunificar los territorios del Reino de Pagan por primera vez desde 1287 e incorporar los Estados shan por primera vez, además de incluir Manipur, los Estados Shan chinos, Siam y Lan Xang. En su apogeo, el Imperio Toungoo fue el imperio más grande y fuerte del Sudeste Asiático. Sin embargo, se derrumbó en los 18 años posteriores a la muerte de Bayinnaung en 1581.
La dinastía se reagrupó rápidamente bajo el liderazgo de Nyaungyan Min y su hijo, Anaukpetlun, que logró restaurar un reino más pequeño y más manejable, que abarcaba la Baja Birmania, la Alta Birmania, los estados de Shan y Lan Na en 1622. Los reyes restaurados de Toungoo, ahora basados en Ava (Inwa), crearon un sistema legal y político cuyas características básicas continuarían bajo la dinastía Konbaung hasta bien entrado el siglo XIX. La corona reemplazó completamente las jefaturas hereditarias con gobernaciones designadas en todo el valle de Irrawaddy y redujo en gran medida los derechos hereditarios de los jefes shan. Sus reformas comerciales y administrativas seculares construyeron una economía próspera durante más de 80 años.
El reino entró en una decadencia gradual debido al "gobierno de palacio" de sus reyes. A partir de la década de 1720, el reino se vio acosado por las incursiones del pueblo meitei del río Chindwin y una rebelión en Chiang Mai. Las incursiones de los meitei se intensificaron en la década de 1730, llegando cada vez más a zonas más profundas del centro de Birmania. En 1740, el pueblo mon de la Baja Birmania inició una rebelión y fundó el Reino restaurado de Hanthawaddy. Los ejércitos de Hanthawaddy capturaron Inwa en 1752 y pusieron fin a la dinastía Toungoo, que había perdurado 266 años.

## Historia
El rey Mingyi Nyo fundó la primera dinastía Taungoo (1485-1569) en Taungoo, muy arriba del río Sittaung, al sur de Inwa, hacia el final del reino de Ava en 1510. Después de la conquista de Inwa por los shan sawbwas liderados por Mohnyin en 1527, muchos birmanos -los oradores emigraron a Taungoo, que se convirtió en un nuevo centro.
El hijo de Mingyi Nyo, el rey Tabinshwehti, unificó la mayor parte de Birmania, consolidando su poder y avanzando hacia el sur, invadiendo el delta del Irrawaddy y aplastando la capital Hanthawaddy de Bago. En 1544, Tabinshwehti fue coronado rey de toda Birmania en la antigua capital de Bagan. Para entonces, la situación geopolítica en el sudeste asiático había cambiado drásticamente. Los Shan ganaron poder en un nuevo reino en el norte, el Reino de Ayutthaya se había establecido como un poder soberano alrededor de la cuenca del río Chao Phraya, mientras que el Imperio portugués había llegado al sur y conquistado Malaca.
Con la llegada de los comerciantes europeos , Birmania volvió a ser un importante centro comercial, y Tabinshwehti trasladó su capital a Bago debido a su posición estratégica para el comercio. Luego comenzó a reunir un ejército para atacar el estado costero de Rakhine, al oeste. Las fuerzas de Tabinshwehti fueron derrotadas en Arakan pero pudo hacerse con el control de la Baja Birmania hasta Pyay. Dirigió a su ejército en retirada hacia el este hasta el Reino de Ayutthaya, donde fue nuevamente derrotado en la guerra birmano-siamés (1547-1549). Siguió un período de disturbios y rebeliones entre otros pueblos conquistados y Tabinshwehti fue asesinado en 1550.

### Imperio de Bayinnaung
El cuñado de Tabinshwehti, Bayinnaung, subió al trono en 1550 y reinó 30 años, lanzando una campaña de conquista invadiendo varios estados, incluidos Manipur (1560) y Ayutthaya (1564). Líder enérgico y comandante militar eficaz, convirtió a Toungoo en el estado más poderoso del sudeste asiático y extendió sus fronteras desde Laos hasta Ayutthaya. Bayinnaung estaba a punto de dar un asalto final y decisivo al reino de Arakan cuando murió en 1581. Su hijo Nanda Bayin y sus sucesores se vieron obligados a sofocar rebeliones en otras partes del reino, y la victoria sobre Arakan nunca se logró.

### Restauración de los Taungoo
Ante la rebelión de varias ciudades y las renovadas incursiones portuguesas, los gobernantes de Toungoo se retiraron del sur de Birmania y fundaron una segunda dinastía en Ava, la dinastía Nyaungyan o Taungoo restaurada (1597-1752). El nieto de Bayinnaung, Anaukpetlun (1605-1628), reunió una vez más Birmania en 1613 y derrotó decisivamente los intentos portugueses de apoderarse de Birmania. El sucesor de Anaukpetlun, Thalun (1629-1648), reconstruyó el país devastado por la guerra. Según la investigación de ingresos de Thalun en 1635, se estimó que la población del valle de Irrawaddy era de alrededor de 2 millones.
La dinastía sobrevivió durante otro siglo y medio hasta la muerte de Mahadhammayaza en 1752. Alentado por los franceses en la India, Bago finalmente se rebeló contra Inwa, debilitando aún más el estado, que cayó en 1752. La caída de la dinastía Toungoo ha sido más amplia atribuido a debilidades institucionales en la capital, que intensificaron el fraccionalismo y las disputas de sucesión, y el impacto desigual del creciente comercio y la posible inflación de precios, en las corrientes de ingresos de la élite.

## Gobernanza
Durante la dinastía Toungoo, la corona birmana emprendió una serie de reformas que reforzaron la estabilidad y la relativa longevidad de la dinastía. Mientras que el Primer imperio Toungoo había establecido el precedente de unir reinos independientes bajo un único monarca, los monarcas Toungoo restaurados subordinaron con más éxito los principados de las tierras bajas bajo el control directo del trono birmano. Se exigió a los príncipes superiores de estos principados que vivieran en la capital birmana bajo una estrecha supervisión, y se degradó la insignia ceremonial de estos gobernantes provinciales. Otras reformas incluyeron el control central directo de los diputados provinciales, vínculos más eficaces con los jefes de las aldeas provinciales y la expansión del sistema de ahmudan alrededor de la capital. A partir de 1635, la corona birmana comenzó a realizar censos exhaustivos, y consolidó el acceso a la mano de obra provincial y a la recaudación de impuestos. El monacato birmano en la Alta Birmania también fue sometido a regulaciones de personal y financieras más eficaces.

### Reinas
La dinastía Toungoo, es conocida por su compleja estructura política y administrativa, incluyendo el papel de las reinas y figuras femeninas en su gobierno. Se destaca la figura de la Reina Principal y las reinas de menor rango.
Reina principal
La Reina Principal, o la consorte principal, ocupaba un estatus significativo en la corte real. No solo era la consorte principal del rey, sino que también tenía una considerable influencia en los asuntos de la corte. Su rol iba más allá de las simples funciones ceremoniales; podía actuar como consejera del rey y, a veces, tenía un poder político sustancial. La Reina Principal a menudo desempeñaba un papel en la diplomacia, particularmente en negociaciones que involucraban alianzas matrimoniales con otros reinos. Estas alianzas eran cruciales para mantener y expandir la influencia de la dinastía. También tenía un papel ceremonial importante, participando en rituales estatales y ceremonias religiosas. También estaba involucrada en la construcción de monumentos religiosos y patrocinaba diversas actividades benéficas.
La Reina Principal normalmente era seleccionada de familias nobles o influyentes, asegurando que tuviera el trasfondo y la educación necesarios para manejar sus responsabilidades de manera efectiva. Su selección a menudo estaba influenciada por las conexiones políticas de su familia y la necesidad de alianzas estratégicas.
Reinas de Menor Rango
Dentro de la corte real, había múltiples reinas de menor rango que ocupaban diferentes rangos y títulos. Estas reinas generalmente se clasificaban según su estatus y proximidad al rey. Los títulos y el estatus podían variar, pero a menudo se les asignaban roles o responsabilidades específicas dentro de la corte. Las reinas de menor rango tenían diversos deberes, que podían incluir la gestión de partes específicas del hogar real, la supervisión de los sirvientes de la corte y la participación en funciones estatales específicas. También estaban involucradas en la administración interna del palacio y podían influir en las operaciones diarias de la corte.
Al igual que la Reina Principal, las reinas de menor rango podían desempeñar papeles en la formación de alianzas políticas. Las conexiones familiares a menudo se aprovechaban para fortalecer la posición política de la dinastía, aunque su influencia era generalmente menos directa en comparación con la Reina Principal. Los hijos de las reinas de menor rango podían ser importantes para fines de sucesión. A menudo eran preparados para futuros roles dentro de la administración real o el ejército. El estatus de una reina podía influir en las perspectivas de sus hijos.
Las reinas de menor rango, al igual que la Reina Principal, también participaban en actividades culturales y religiosas. Podían patrocinar ceremonias religiosas, contribuir a la construcción de templos y apoyar diversas prácticas culturales.
Contexto General
La corte de la dinastía Toungoo estaba caracterizada por una compleja maniobra política. Las reinas, tanto la Principal como las de menor rango, eran parte de este entorno dinámico, donde su influencia podía cambiar en función de relaciones personales y estrategias políticas. Los problemas de sucesión eran un tema común en la historia dinástica birmana. Las reinas podían desempeñar papeles clave en estas luchas, ya sea apoyando a ciertos candidatos o a través de maquinaciones políticas. En general, el papel de las reinas en la dinastía Toungoo era multifacético, abarcando dimensiones políticas, administrativas, ceremoniales y culturales. Su influencia estaba determinada por su estatus dentro de la jerarquía, sus relaciones con el rey y las conexiones de su familia.

## Lista de soberanos

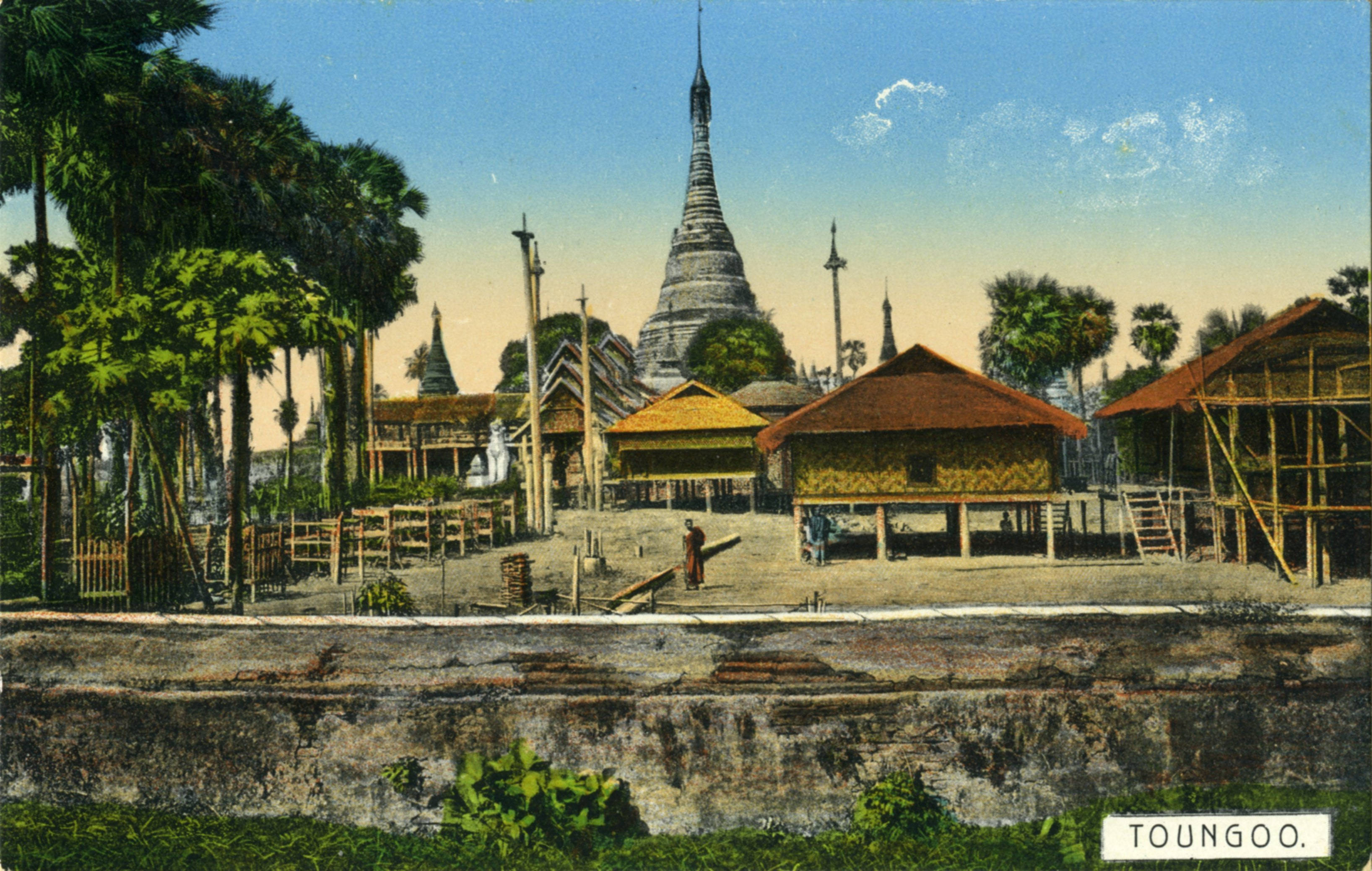
Taungû. Postal antigua (Ahuja)

| Nombre        | Relación                | Período en el que reinó | Notas                                                      |
| ------------- | ----------------------- | ----------------------- | ---------------------------------------------------------- |
| Mingyinyo     |                         | 1510-1531               | Fundador                                                   |
| Tabinshwehti  | Hijo                    | 1531-1551               | Transfirió la capital a Pegú                               |
| Bayinnaung    | Cuñado                  | 1551-1581               | Mayor extensión del Reino                                  |
| Nandabayin    | Hijo                    | 1581-1599               |                                                            |
| Nyaungyan Min | Medio hermano           | 1600-1605               | Iniciador de la refundación de la dinastía a partir de Ava |
| Anaukpetlun   | Hijo                    | 1606-1628               |                                                            |
| Minredeippa   |                         | 1628                    |                                                            |
| Thalun        | Hermano de Anaukpeitlun | 1629-1648               |                                                            |
| Pindale       |                         | 1648-1661               |                                                            |
| Pye           |                         | 1661-1672               |                                                            |
| Narawara      |                         | 1672                    |                                                            |
| Minrekyawdin  |                         | 1673-1698               |                                                            |
| Sane          |                         | 1698-1714               |                                                            |
| Taninganwe    |                         | 1714-1733               |                                                            |
| Mahadammaya   |                         | 1733-1752               |                                                            |

## Árbol familiar
|                                                  |                                                  |                                                  |                                                  |                                                  |                                                  |  |  |                                               |                                               |                                               |                                               |                                               |                                               |              |              |                                   |                                   |                                   |                                   |                                   |                                   |  |  |                                        |                                        |                                        |                                        |                                        |                                        |  |  |                                          |                                          |                                          |                                          |                                          |                                          |              |              |                              |                              |                                                 |                                                 |                                                 |                                                 |                                                 |                                                 |                |                |                |                |                                              |                                              |                                              |                                              |                                              |                                              |                                     |                                     |                                           |                                           |                                           |                                           |                                           |                                           |                                           |                                           |                                           |                                           |
|                                                  |                                                  |                                                  |                                                  |                                                  |                                                  |  |  |                                               |                                               |                                               |                                               |                                               |                                               |              |              |                                   |                                   |                                   |                                   |                                   |                                   |  |  |                                        |                                        |                                        |                                        |                                        |                                        |  |  |                                          |                                          |                                          |                                          |                                          |                                          |              |              |                              |                              |                                                 |                                                 |                                                 |                                                 |                                                 |                                                 |                |                |                |                |                                              |                                              |                                              |                                              |                                              |                                              |                                     |                                     |                                           |                                           |                                           |                                           |                                           |                                           |                                           |                                           |                                           |                                           |
| Mingyi Swe V. of Toungoo ~1490s–1549 r.1540–1549 | Mingyi Swe V. of Toungoo ~1490s–1549 r.1540–1549 | Mingyi Swe V. of Toungoo ~1490s–1549 r.1540–1549 | Mingyi Swe V. of Toungoo ~1490s–1549 r.1540–1549 | Mingyi Swe V. of Toungoo ~1490s–1549 r.1540–1549 | Mingyi Swe V. of Toungoo ~1490s–1549 r.1540–1549 |  |  | Yaza Dewi ~1500-? Reina                       | Yaza Dewi ~1500-? Reina                       | Yaza Dewi ~1500-? Reina                       | Yaza Dewi ~1500-? Reina                       | Yaza Dewi ~1500-? Reina                       | Yaza Dewi ~1500-? Reina                       |              |              | Mingyi Nyo 1459–1530 r. 1510–1530 | Mingyi Nyo 1459–1530 r. 1510–1530 | Mingyi Nyo 1459–1530 r. 1510–1530 | Mingyi Nyo 1459–1530 r. 1510–1530 | Mingyi Nyo 1459–1530 r. 1510–1530 | Mingyi Nyo 1459–1530 r. 1510–1530 |  |  |                                        |                                        |                                        |                                        |                                        |                                        |  |  | Yadana Dewi 1490s-? Central Palace Reina | Yadana Dewi 1490s-? Central Palace Reina | Yadana Dewi 1490s-? Central Palace Reina | Yadana Dewi 1490s-? Central Palace Reina | Yadana Dewi 1490s-? Central Palace Reina | Yadana Dewi 1490s-? Central Palace Reina |              |              |                              |                              | Soe Min Hteik-Tin ~1460s-~1530s Reina principal | Soe Min Hteik-Tin ~1460s-~1530s Reina principal | Soe Min Hteik-Tin ~1460s-~1530s Reina principal | Soe Min Hteik-Tin ~1460s-~1530s Reina principal | Soe Min Hteik-Tin ~1460s-~1530s Reina principal | Soe Min Hteik-Tin ~1460s-~1530s Reina principal |                |                |                |                |                                              |                                              |                                              |                                              |                                              |                                              |                                     |                                     |                                           |                                           |                                           |                                           |                                           |                                           |                                           |                                           |                                           |                                           |
| Mingyi Swe V. of Toungoo ~1490s–1549 r.1540–1549 | Mingyi Swe V. of Toungoo ~1490s–1549 r.1540–1549 | Mingyi Swe V. of Toungoo ~1490s–1549 r.1540–1549 | Mingyi Swe V. of Toungoo ~1490s–1549 r.1540–1549 | Mingyi Swe V. of Toungoo ~1490s–1549 r.1540–1549 | Mingyi Swe V. of Toungoo ~1490s–1549 r.1540–1549 |  |  | Yaza Dewi ~1500-? Reina                       | Yaza Dewi ~1500-? Reina                       | Yaza Dewi ~1500-? Reina                       | Yaza Dewi ~1500-? Reina                       | Yaza Dewi ~1500-? Reina                       | Yaza Dewi ~1500-? Reina                       |              |              | Mingyi Nyo 1459–1530 r. 1510–1530 | Mingyi Nyo 1459–1530 r. 1510–1530 | Mingyi Nyo 1459–1530 r. 1510–1530 | Mingyi Nyo 1459–1530 r. 1510–1530 | Mingyi Nyo 1459–1530 r. 1510–1530 | Mingyi Nyo 1459–1530 r. 1510–1530 |  |  |                                        |                                        |                                        |                                        |                                        |                                        |  |  | Yadana Dewi 1490s-? Central Palace Reina | Yadana Dewi 1490s-? Central Palace Reina | Yadana Dewi 1490s-? Central Palace Reina | Yadana Dewi 1490s-? Central Palace Reina | Yadana Dewi 1490s-? Central Palace Reina | Yadana Dewi 1490s-? Central Palace Reina |              |              |                              |                              | Soe Min Hteik-Tin ~1460s-~1530s Reina principal | Soe Min Hteik-Tin ~1460s-~1530s Reina principal | Soe Min Hteik-Tin ~1460s-~1530s Reina principal | Soe Min Hteik-Tin ~1460s-~1530s Reina principal | Soe Min Hteik-Tin ~1460s-~1530s Reina principal | Soe Min Hteik-Tin ~1460s-~1530s Reina principal |                |                |                |                |                                              |                                              |                                              |                                              |                                              |                                              |                                     |                                     |                                           |                                           |                                           |                                           |                                           |                                           |                                           |                                           |                                           |                                           |
|                                                  |                                                  |                                                  |                                                  |                                                  |                                                  |  |  |                                               |                                               |                                               |                                               |                                               |                                               |              |              |                                   |                                   |                                   |                                   |                                   |                                   |  |  |                                        |                                        |                                        |                                        |                                        |                                        |  |  |                                          |                                          |                                          |                                          |                                          |                                          |              |              |                              |                              |                                                 |                                                 |                                                 |                                                 |                                                 |                                                 |                |                |                |                |                                              |                                              |                                              |                                              |                                              |                                              |                                     |                                     |                                           |                                           |                                           |                                           |                                           |                                           |                                           |                                           |                                           |                                           |
|                                                  |                                                  |                                                  |                                                  |                                                  |                                                  |  |  |                                               |                                               |                                               |                                               |                                               |                                               |              |              |                                   |                                   |                                   |                                   |                                   |                                   |  |  |                                        |                                        |                                        |                                        |                                        |                                        |  |  |                                          |                                          |                                          |                                          |                                          |                                          |              |              |                              |                              |                                                 |                                                 |                                                 |                                                 |                                                 |                                                 |                |                |                |                |                                              |                                              |                                              |                                              |                                              |                                              |                                     |                                     |                                           |                                           |                                           |                                           |                                           |                                           |                                           |                                           |                                           |                                           |
|                                                  |                                                  |                                                  |                                                  |                                                  |                                                  |  |  |                                               |                                               |                                               |                                               |                                               |                                               |              |              |                                   |                                   |                                   |                                   |                                   |                                   |  |  |                                        |                                        |                                        |                                        |                                        |                                        |  |  |                                          |                                          |                                          |                                          |                                          |                                          |              |              |                              |                              |                                                 |                                                 |                                                 |                                                 |                                                 |                                                 |                |                |                |                |                                              |                                              |                                              |                                              |                                              |                                              |                                     |                                     |                                           |                                           |                                           |                                           |                                           |                                           |                                           |                                           |                                           |                                           |
|                                                  |                                                  |                                                  |                                                  |                                                  |                                                  |  |  |                                               |                                               |                                               |                                               |                                               |                                               |              |              |                                   |                                   |                                   |                                   |                                   |                                   |  |  |                                        |                                        |                                        |                                        |                                        |                                        |  |  |                                          |                                          |                                          |                                          |                                          |                                          |              |              |                              |                              |                                                 |                                                 |                                                 |                                                 |                                                 |                                                 |                |                |                |                |                                              |                                              |                                              |                                              |                                              |                                              |                                     |                                     |                                           |                                           |                                           |                                           |                                           |                                           |                                           |                                           |                                           |                                           |
| Dhamma Dewi ~1514/15-1580s Reina principal       | Dhamma Dewi ~1514/15-1580s Reina principal       | Dhamma Dewi ~1514/15-1580s Reina principal       | Dhamma Dewi ~1514/15-1580s Reina principal       | Dhamma Dewi ~1514/15-1580s Reina principal       | Dhamma Dewi ~1514/15-1580s Reina principal       |  |  | Tabinshwehti 1516–1550 r. 1530–1550           | Tabinshwehti 1516–1550 r. 1530–1550           | Tabinshwehti 1516–1550 r. 1530–1550           | Tabinshwehti 1516–1550 r. 1530–1550           | Tabinshwehti 1516–1550 r. 1530–1550           | Tabinshwehti 1516–1550 r. 1530–1550           |              |              | Khay Ma Naw Reina principal       | Khay Ma Naw Reina principal       | Khay Ma Naw Reina principal       | Khay Ma Naw Reina principal       | Khay Ma Naw Reina principal       | Khay Ma Naw Reina principal       |  |  | Atula Thiri ~1518–1568 Reina principal | Atula Thiri ~1518–1568 Reina principal | Atula Thiri ~1518–1568 Reina principal | Atula Thiri ~1518–1568 Reina principal | Atula Thiri ~1518–1568 Reina principal | Atula Thiri ~1518–1568 Reina principal |  |  | Bayinnaung 1516–1581 r. 1550–1581        | Bayinnaung 1516–1581 r. 1550–1581        | Bayinnaung 1516–1581 r. 1550–1581        | Bayinnaung 1516–1581 r. 1550–1581        | Bayinnaung 1516–1581 r. 1550–1581        | Bayinnaung 1516–1581 r. 1550–1581        |              |              |                              |                              | Khin Pyezon ~1530s-? Reina                      | Khin Pyezon ~1530s-? Reina                      | Khin Pyezon ~1530s-? Reina                      | Khin Pyezon ~1530s-? Reina                      | Khin Pyezon ~1530s-? Reina                      | Khin Pyezon ~1530s-? Reina                      |                |                |                |                | Shin Htwe Myat                               | Shin Htwe Myat                               | Shin Htwe Myat                               | Shin Htwe Myat                               | Shin Htwe Myat                               | Shin Htwe Myat                               |                                     |                                     | Sanda Dewi 1517/18–1580s? Reina principal | Sanda Dewi 1517/18–1580s? Reina principal | Sanda Dewi 1517/18–1580s? Reina principal | Sanda Dewi 1517/18–1580s? Reina principal | Sanda Dewi 1517/18–1580s? Reina principal | Sanda Dewi 1517/18–1580s? Reina principal |                                           |                                           |                                           |                                           |
| Dhamma Dewi ~1514/15-1580s Reina principal       | Dhamma Dewi ~1514/15-1580s Reina principal       | Dhamma Dewi ~1514/15-1580s Reina principal       | Dhamma Dewi ~1514/15-1580s Reina principal       | Dhamma Dewi ~1514/15-1580s Reina principal       | Dhamma Dewi ~1514/15-1580s Reina principal       |  |  | Tabinshwehti 1516–1550 r. 1530–1550           | Tabinshwehti 1516–1550 r. 1530–1550           | Tabinshwehti 1516–1550 r. 1530–1550           | Tabinshwehti 1516–1550 r. 1530–1550           | Tabinshwehti 1516–1550 r. 1530–1550           | Tabinshwehti 1516–1550 r. 1530–1550           |              |              | Khay Ma Naw Reina principal       | Khay Ma Naw Reina principal       | Khay Ma Naw Reina principal       | Khay Ma Naw Reina principal       | Khay Ma Naw Reina principal       | Khay Ma Naw Reina principal       |  |  | Atula Thiri ~1518–1568 Reina principal | Atula Thiri ~1518–1568 Reina principal | Atula Thiri ~1518–1568 Reina principal | Atula Thiri ~1518–1568 Reina principal | Atula Thiri ~1518–1568 Reina principal | Atula Thiri ~1518–1568 Reina principal |  |  | Bayinnaung 1516–1581 r. 1550–1581        | Bayinnaung 1516–1581 r. 1550–1581        | Bayinnaung 1516–1581 r. 1550–1581        | Bayinnaung 1516–1581 r. 1550–1581        | Bayinnaung 1516–1581 r. 1550–1581        | Bayinnaung 1516–1581 r. 1550–1581        |              |              |                              |                              | Khin Pyezon ~1530s-? Reina                      | Khin Pyezon ~1530s-? Reina                      | Khin Pyezon ~1530s-? Reina                      | Khin Pyezon ~1530s-? Reina                      | Khin Pyezon ~1530s-? Reina                      | Khin Pyezon ~1530s-? Reina                      |                |                |                |                | Shin Htwe Myat                               | Shin Htwe Myat                               | Shin Htwe Myat                               | Shin Htwe Myat                               | Shin Htwe Myat                               | Shin Htwe Myat                               |                                     |                                     | Sanda Dewi 1517/18–1580s? Reina principal | Sanda Dewi 1517/18–1580s? Reina principal | Sanda Dewi 1517/18–1580s? Reina principal | Sanda Dewi 1517/18–1580s? Reina principal | Sanda Dewi 1517/18–1580s? Reina principal | Sanda Dewi 1517/18–1580s? Reina principal |                                           |                                           |                                           |                                           |
|                                                  |                                                  |                                                  |                                                  |                                                  |                                                  |  |  |                                               |                                               |                                               |                                               |                                               |                                               |              |              |                                   |                                   |                                   |                                   |                                   |                                   |  |  |                                        |                                        |                                        |                                        |                                        |                                        |  |  |                                          |                                          |                                          |                                          |                                          |                                          |              |              |                              |                              |                                                 |                                                 |                                                 |                                                 |                                                 |                                                 |                |                |                |                |                                              |                                              |                                              |                                              |                                              |                                              |                                     |                                     |                                           |                                           |                                           |                                           |                                           |                                           |                                           |                                           |                                           |                                           |
|                                                  |                                                  |                                                  |                                                  |                                                  |                                                  |  |  |                                               |                                               |                                               |                                               |                                               |                                               |              |              |                                   |                                   |                                   |                                   |                                   |                                   |  |  |                                        |                                        |                                        |                                        |                                        |                                        |  |  |                                          |                                          |                                          |                                          |                                          |                                          |              |              |                              |                              |                                                 |                                                 |                                                 |                                                 |                                                 |                                                 |                |                |                |                |                                              |                                              |                                              |                                              |                                              |                                              |                                     |                                     |                                           |                                           |                                           |                                           |                                           |                                           |                                           |                                           |                                           |                                           |
|                                                  |                                                  |                                                  |                                                  |                                                  |                                                  |  |  | Hanthawaddy Mibaya ~1536–1606 Reina principal | Hanthawaddy Mibaya ~1536–1606 Reina principal | Hanthawaddy Mibaya ~1536–1606 Reina principal | Hanthawaddy Mibaya ~1536–1606 Reina principal | Hanthawaddy Mibaya ~1536–1606 Reina principal | Hanthawaddy Mibaya ~1536–1606 Reina principal |              |              | Nanda 1535–1600 r. 1581–1599      | Nanda 1535–1600 r. 1581–1599      | Nanda 1535–1600 r. 1581–1599      | Nanda 1535–1600 r. 1581–1599      | Nanda 1535–1600 r. 1581–1599      | Nanda 1535–1600 r. 1581–1599      |  |  |                                        |                                        |                                        |                                        |                                        |                                        |  |  |                                          |                                          |                                          |                                          |                                          |                                          |              |              |                              |                              | Nyaungyan 1555–1605 r. 1599–1605                | Nyaungyan 1555–1605 r. 1599–1605                | Nyaungyan 1555–1605 r. 1599–1605                | Nyaungyan 1555–1605 r. 1599–1605                | Nyaungyan 1555–1605 r. 1599–1605                | Nyaungyan 1555–1605 r. 1599–1605                |                |                |                |                | Khin Hpone Myint ~1560-1610s Reina principal | Khin Hpone Myint ~1560-1610s Reina principal | Khin Hpone Myint ~1560-1610s Reina principal | Khin Hpone Myint ~1560-1610s Reina principal | Khin Hpone Myint ~1560-1610s Reina principal | Khin Hpone Myint ~1560-1610s Reina principal |                                     |                                     |                                           |                                           |                                           |                                           |                                           |                                           |                                           |                                           |                                           |                                           |
|                                                  |                                                  |                                                  |                                                  |                                                  |                                                  |  |  | Hanthawaddy Mibaya ~1536–1606 Reina principal | Hanthawaddy Mibaya ~1536–1606 Reina principal | Hanthawaddy Mibaya ~1536–1606 Reina principal | Hanthawaddy Mibaya ~1536–1606 Reina principal | Hanthawaddy Mibaya ~1536–1606 Reina principal | Hanthawaddy Mibaya ~1536–1606 Reina principal |              |              | Nanda 1535–1600 r. 1581–1599      | Nanda 1535–1600 r. 1581–1599      | Nanda 1535–1600 r. 1581–1599      | Nanda 1535–1600 r. 1581–1599      | Nanda 1535–1600 r. 1581–1599      | Nanda 1535–1600 r. 1581–1599      |  |  |                                        |                                        |                                        |                                        |                                        |                                        |  |  |                                          |                                          |                                          |                                          |                                          |                                          |              |              |                              |                              | Nyaungyan 1555–1605 r. 1599–1605                | Nyaungyan 1555–1605 r. 1599–1605                | Nyaungyan 1555–1605 r. 1599–1605                | Nyaungyan 1555–1605 r. 1599–1605                | Nyaungyan 1555–1605 r. 1599–1605                | Nyaungyan 1555–1605 r. 1599–1605                |                |                |                |                | Khin Hpone Myint ~1560-1610s Reina principal | Khin Hpone Myint ~1560-1610s Reina principal | Khin Hpone Myint ~1560-1610s Reina principal | Khin Hpone Myint ~1560-1610s Reina principal | Khin Hpone Myint ~1560-1610s Reina principal | Khin Hpone Myint ~1560-1610s Reina principal |                                     |                                     |                                           |                                           |                                           |                                           |                                           |                                           |                                           |                                           |                                           |                                           |
|                                                  |                                                  |                                                  |                                                  |                                                  |                                                  |  |  |                                               |                                               |                                               |                                               |                                               |                                               |              |              |                                   |                                   |                                   |                                   |                                   |                                   |  |  |                                        |                                        |                                        |                                        |                                        |                                        |  |  |                                          |                                          |                                          |                                          |                                          |                                          |              |              |                              |                              |                                                 |                                                 |                                                 |                                                 |                                                 |                                                 |                |                |                |                |                                              |                                              |                                              |                                              |                                              |                                              |                                     |                                     |                                           |                                           |                                           |                                           |                                           |                                           |                                           |                                           |                                           |                                           |
|                                                  |                                                  |                                                  |                                                  |                                                  |                                                  |  |  |                                               |                                               |                                               |                                               |                                               |                                               |              |              |                                   |                                   |                                   |                                   |                                   |                                   |  |  |                                        |                                        |                                        |                                        |                                        |                                        |  |  |                                          |                                          |                                          |                                          |                                          |                                          |              |              |                              |                              |                                                 |                                                 |                                                 |                                                 |                                                 |                                                 |                |                |                |                |                                              |                                              |                                              |                                              |                                              |                                              |                                     |                                     |                                           |                                           |                                           |                                           |                                           |                                           |                                           |                                           |                                           |                                           |
|                                                  |                                                  |                                                  |                                                  |                                                  |                                                  |  |  |                                               |                                               |                                               |                                               |                                               |                                               |              |              |                                   |                                   |                                   |                                   |                                   |                                   |  |  |                                        |                                        |                                        |                                        |                                        |                                        |  |  |                                          |                                          |                                          |                                          |                                          |                                          |              |              |                              |                              | Atula Sanda Dewi Reina principal                | Atula Sanda Dewi Reina principal                | Atula Sanda Dewi Reina principal                | Atula Sanda Dewi Reina principal                | Atula Sanda Dewi Reina principal                | Atula Sanda Dewi Reina principal                |                |                |                |                | Anaukpetlun 1578–1628 r. 1605–1628           | Anaukpetlun 1578–1628 r. 1605–1628           | Anaukpetlun 1578–1628 r. 1605–1628           | Anaukpetlun 1578–1628 r. 1605–1628           | Anaukpetlun 1578–1628 r. 1605–1628           | Anaukpetlun 1578–1628 r. 1605–1628           |                                     |                                     | Khin Myo Myat                             | Khin Myo Myat                             | Khin Myo Myat                             | Khin Myo Myat                             | Khin Myo Myat                             | Khin Myo Myat                             |                                           |                                           |                                           |                                           |
|                                                  |                                                  |                                                  |                                                  |                                                  |                                                  |  |  |                                               |                                               |                                               |                                               |                                               |                                               |              |              |                                   |                                   |                                   |                                   |                                   |                                   |  |  |                                        |                                        |                                        |                                        |                                        |                                        |  |  |                                          |                                          |                                          |                                          |                                          |                                          |              |              |                              |                              | Atula Sanda Dewi Reina principal                | Atula Sanda Dewi Reina principal                | Atula Sanda Dewi Reina principal                | Atula Sanda Dewi Reina principal                | Atula Sanda Dewi Reina principal                | Atula Sanda Dewi Reina principal                |                |                |                |                | Anaukpetlun 1578–1628 r. 1605–1628           | Anaukpetlun 1578–1628 r. 1605–1628           | Anaukpetlun 1578–1628 r. 1605–1628           | Anaukpetlun 1578–1628 r. 1605–1628           | Anaukpetlun 1578–1628 r. 1605–1628           | Anaukpetlun 1578–1628 r. 1605–1628           |                                     |                                     | Khin Myo Myat                             | Khin Myo Myat                             | Khin Myo Myat                             | Khin Myo Myat                             | Khin Myo Myat                             | Khin Myo Myat                             |                                           |                                           |                                           |                                           |
|                                                  |                                                  |                                                  |                                                  |                                                  |                                                  |  |  |                                               |                                               |                                               |                                               |                                               |                                               |              |              |                                   |                                   |                                   |                                   |                                   |                                   |  |  |                                        |                                        |                                        |                                        |                                        |                                        |  |  |                                          |                                          |                                          |                                          |                                          |                                          |              |              |                              |                              |                                                 |                                                 |                                                 |                                                 |                                                 |                                                 |                |                |                |                |                                              |                                              |                                              |                                              |                                              |                                              |                                     |                                     |                                           |                                           |                                           |                                           |                                           |                                           |                                           |                                           |                                           |                                           |
|                                                  |                                                  |                                                  |                                                  |                                                  |                                                  |  |  |                                               |                                               |                                               |                                               |                                               |                                               |              |              |                                   |                                   |                                   |                                   |                                   |                                   |  |  |                                        |                                        |                                        |                                        |                                        |                                        |  |  |                                          |                                          |                                          |                                          |                                          |                                          |              |              |                              |                              |                                                 |                                                 |                                                 |                                                 |                                                 |                                                 |                |                |                |                |                                              |                                              |                                              |                                              |                                              |                                              |                                     |                                     |                                           |                                           |                                           |                                           |                                           |                                           |                                           |                                           |                                           |                                           |
| Min Lat                                          | Min Lat                                          | Min Lat                                          | Min Lat                                          | Min Lat                                          | Min Lat                                          |  |  |                                               |                                               |                                               |                                               | Mingala Dewi                                  | Mingala Dewi                                  | Mingala Dewi | Mingala Dewi | Mingala Dewi                      | Mingala Dewi                      |                                   |                                   |                                   |                                   |  |  | Thalun 1584–1648 r. 1629–1648          | Thalun 1584–1648 r. 1629–1648          | Thalun 1584–1648 r. 1629–1648          | Thalun 1584–1648 r. 1629–1648          | Thalun 1584–1648 r. 1629–1648          | Thalun 1584–1648 r. 1629–1648          |  |  |                                          |                                          |                                          |                                          | Khin Myo Sit                             | Khin Myo Sit                             | Khin Myo Sit | Khin Myo Sit | Khin Myo Sit                 | Khin Myo Sit                 |                                                 |                                                 |                                                 |                                                 | Khin Myat Hset                                  | Khin Myat Hset                                  | Khin Myat Hset | Khin Myat Hset | Khin Myat Hset | Khin Myat Hset |                                              |                                              |                                              |                                              | Minye Deibba 1608–1629 r. 1628–1629          | Minye Deibba 1608–1629 r. 1628–1629          | Minye Deibba 1608–1629 r. 1628–1629 | Minye Deibba 1608–1629 r. 1628–1629 | Minye Deibba 1608–1629 r. 1628–1629       | Minye Deibba 1608–1629 r. 1628–1629       |                                           |                                           | Khin Hnin Paw of Kengtung Reina principal | Khin Hnin Paw of Kengtung Reina principal | Khin Hnin Paw of Kengtung Reina principal | Khin Hnin Paw of Kengtung Reina principal | Khin Hnin Paw of Kengtung Reina principal | Khin Hnin Paw of Kengtung Reina principal |
| Min Lat                                          | Min Lat                                          | Min Lat                                          | Min Lat                                          | Min Lat                                          | Min Lat                                          |  |  |                                               |                                               |                                               |                                               | Mingala Dewi                                  | Mingala Dewi                                  | Mingala Dewi | Mingala Dewi | Mingala Dewi                      | Mingala Dewi                      |                                   |                                   |                                   |                                   |  |  |                                        | Thalun 1584–1648 r. 1629–1648          | Thalun 1584–1648 r. 1629–1648          | Thalun 1584–1648 r. 1629–1648          | Thalun 1584–1648 r. 1629–1648          | Thalun 1584–1648 r. 1629–1648          |  |  |                                          |                                          |                                          |                                          | Khin Myo Sit                             | Khin Myo Sit                             | Khin Myo Sit | Khin Myo Sit | Khin Myo Sit                 | Khin Myo Sit                 |                                                 |                                                 |                                                 |                                                 | Khin Myat Hset                                  | Khin Myat Hset                                  | Khin Myat Hset | Khin Myat Hset | Khin Myat Hset | Khin Myat Hset |                                              |                                              |                                              |                                              | Minye Deibba 1608–1629 r. 1628–1629          | Minye Deibba 1608–1629 r. 1628–1629          | Minye Deibba 1608–1629 r. 1628–1629 | Minye Deibba 1608–1629 r. 1628–1629 | Minye Deibba 1608–1629 r. 1628–1629       | Minye Deibba 1608–1629 r. 1628–1629       |                                           |                                           | Khin Hnin Paw of Kengtung Reina principal | Khin Hnin Paw of Kengtung Reina principal | Khin Hnin Paw of Kengtung Reina principal | Khin Hnin Paw of Kengtung Reina principal | Khin Hnin Paw of Kengtung Reina principal | Khin Hnin Paw of Kengtung Reina principal |
|                                                  |                                                  |                                                  |                                                  |                                                  |                                                  |  |  |                                               |                                               |                                               |                                               |                                               |                                               |              |              |                                   |                                   |                                   |                                   |                                   |                                   |  |  |                                        |                                        |                                        |                                        |                                        |                                        |  |  |                                          |                                          |                                          |                                          |                                          |                                          |              |              |                              |                              |                                                 |                                                 |                                                 |                                                 |                                                 |                                                 |                |                |                |                |                                              |                                              |                                              |                                              |                                              |                                              |                                     |                                     |                                           |                                           |                                           |                                           |                                           |                                           |                                           |                                           |                                           |                                           |
|                                                  |                                                  |                                                  |                                                  |                                                  |                                                  |  |  |                                               |                                               |                                               |                                               |                                               |                                               |              |              |                                   |                                   |                                   |                                   |                                   |                                   |  |  |                                        |                                        |                                        |                                        |                                        |                                        |  |  |                                          |                                          |                                          |                                          |                                          |                                          |              |              |                              |                              |                                                 |                                                 |                                                 |                                                 |                                                 |                                                 |                |                |                |                |                                              |                                              |                                              |                                              |                                              |                                              |                                     |                                     |                                           |                                           |                                           |                                           |                                           |                                           |                                           |                                           |                                           |                                           |
|                                                  |                                                  |                                                  |                                                  |                                                  |                                                  |  |  | Ne Myo Ye Kyaw                                | Ne Myo Ye Kyaw                                | Ne Myo Ye Kyaw                                | Ne Myo Ye Kyaw                                | Ne Myo Ye Kyaw                                | Ne Myo Ye Kyaw                                |              |              | Khin Ma Min Sit                   | Khin Ma Min Sit                   | Khin Ma Min Sit                   | Khin Ma Min Sit                   | Khin Ma Min Sit                   | Khin Ma Min Sit                   |  |  | Atula Sanda Dewi Reina principal       | Atula Sanda Dewi Reina principal       | Atula Sanda Dewi Reina principal       | Atula Sanda Dewi Reina principal       | Atula Sanda Dewi Reina principal       | Atula Sanda Dewi Reina principal       |  |  | Pindale 1608–1661 r. 1648–1661           | Pindale 1608–1661 r. 1648–1661           | Pindale 1608–1661 r. 1648–1661           | Pindale 1608–1661 r. 1648–1661           | Pindale 1608–1661 r. 1648–1661           | Pindale 1608–1661 r. 1648–1661           |              |              |                              |                              | Min Phyu Reina principal                        | Min Phyu Reina principal                        | Min Phyu Reina principal                        | Min Phyu Reina principal                        | Min Phyu Reina principal                        | Min Phyu Reina principal                        |                |                |                |                | Pye 1619–1672 r. 1661–1672                   | Pye 1619–1672 r. 1661–1672                   | Pye 1619–1672 r. 1661–1672                   | Pye 1619–1672 r. 1661–1672                   | Pye 1619–1672 r. 1661–1672                   | Pye 1619–1672 r. 1661–1672                   |                                     |                                     | Khin Ma Lat                               | Khin Ma Lat                               | Khin Ma Lat                               | Khin Ma Lat                               | Khin Ma Lat                               | Khin Ma Lat                               |                                           |                                           |                                           |                                           |
|                                                  |                                                  |                                                  |                                                  |                                                  |                                                  |  |  | Ne Myo Ye Kyaw                                | Ne Myo Ye Kyaw                                | Ne Myo Ye Kyaw                                | Ne Myo Ye Kyaw                                | Ne Myo Ye Kyaw                                | Ne Myo Ye Kyaw                                |              |              | Khin Ma Min Sit                   | Khin Ma Min Sit                   | Khin Ma Min Sit                   | Khin Ma Min Sit                   | Khin Ma Min Sit                   | Khin Ma Min Sit                   |  |  | Atula Sanda Dewi Reina principal       | Atula Sanda Dewi Reina principal       | Atula Sanda Dewi Reina principal       | Atula Sanda Dewi Reina principal       | Atula Sanda Dewi Reina principal       | Atula Sanda Dewi Reina principal       |  |  | Pindale 1608–1661 r. 1648–1661           | Pindale 1608–1661 r. 1648–1661           | Pindale 1608–1661 r. 1648–1661           | Pindale 1608–1661 r. 1648–1661           | Pindale 1608–1661 r. 1648–1661           | Pindale 1608–1661 r. 1648–1661           |              |              |                              |                              | Min Phyu Reina principal                        | Min Phyu Reina principal                        | Min Phyu Reina principal                        | Min Phyu Reina principal                        | Min Phyu Reina principal                        | Min Phyu Reina principal                        |                |                |                |                | Pye 1619–1672 r. 1661–1672                   | Pye 1619–1672 r. 1661–1672                   | Pye 1619–1672 r. 1661–1672                   | Pye 1619–1672 r. 1661–1672                   | Pye 1619–1672 r. 1661–1672                   | Pye 1619–1672 r. 1661–1672                   |                                     |                                     | Khin Ma Lat                               | Khin Ma Lat                               | Khin Ma Lat                               | Khin Ma Lat                               | Khin Ma Lat                               | Khin Ma Lat                               |                                           |                                           |                                           |                                           |
|                                                  |                                                  |                                                  |                                                  |                                                  |                                                  |  |  |                                               |                                               |                                               |                                               |                                               |                                               |              |              |                                   |                                   |                                   |                                   |                                   |                                   |  |  |                                        |                                        |                                        |                                        |                                        |                                        |  |  |                                          |                                          |                                          |                                          |                                          |                                          |              |              |                              |                              |                                                 |                                                 |                                                 |                                                 |                                                 |                                                 |                |                |                |                |                                              |                                              |                                              |                                              |                                              |                                              |                                     |                                     |                                           |                                           |                                           |                                           |                                           |                                           |                                           |                                           |                                           |                                           |
|                                                  |                                                  |                                                  |                                                  |                                                  |                                                  |  |  |                                               |                                               |                                               |                                               |                                               |                                               |              |              |                                   |                                   |                                   |                                   |                                   |                                   |  |  |                                        |                                        |                                        |                                        |                                        |                                        |  |  |                                          |                                          |                                          |                                          |                                          |                                          |              |              |                              |                              |                                                 |                                                 |                                                 |                                                 |                                                 |                                                 |                |                |                |                |                                              |                                              |                                              |                                              |                                              |                                              |                                     |                                     |                                           |                                           |                                           |                                           |                                           |                                           |                                           |                                           |                                           |                                           |
| Atula Thiri Reina principal                      | Atula Thiri Reina principal                      | Atula Thiri Reina principal                      | Atula Thiri Reina principal                      | Atula Thiri Reina principal                      | Atula Thiri Reina principal                      |  |  | Minye Kyawhtin 1651–1698 r. 1673–1698         | Minye Kyawhtin 1651–1698 r. 1673–1698         | Minye Kyawhtin 1651–1698 r. 1673–1698         | Minye Kyawhtin 1651–1698 r. 1673–1698         | Minye Kyawhtin 1651–1698 r. 1673–1698         | Minye Kyawhtin 1651–1698 r. 1673–1698         |              |              | Sanda Dewi                        | Sanda Dewi                        | Sanda Dewi                        | Sanda Dewi                        | Sanda Dewi                        | Sanda Dewi                        |  |  |                                        |                                        |                                        |                                        |                                        |                                        |  |  |                                          |                                          |                                          |                                          |                                          |                                          |              |              |                              |                              |                                                 |                                                 |                                                 |                                                 |                                                 |                                                 |                |                |                |                | Narawara 1650–1673 r. 1672–1673              | Narawara 1650–1673 r. 1672–1673              | Narawara 1650–1673 r. 1672–1673              | Narawara 1650–1673 r. 1672–1673              | Narawara 1650–1673 r. 1672–1673              | Narawara 1650–1673 r. 1672–1673              |                                     |                                     |                                           |                                           |                                           |                                           |                                           |                                           |                                           |                                           |                                           |                                           |
| Atula Thiri Reina principal                      | Atula Thiri Reina principal                      | Atula Thiri Reina principal                      | Atula Thiri Reina principal                      | Atula Thiri Reina principal                      | Atula Thiri Reina principal                      |  |  | Minye Kyawhtin 1651–1698 r. 1673–1698         | Minye Kyawhtin 1651–1698 r. 1673–1698         | Minye Kyawhtin 1651–1698 r. 1673–1698         | Minye Kyawhtin 1651–1698 r. 1673–1698         | Minye Kyawhtin 1651–1698 r. 1673–1698         | Minye Kyawhtin 1651–1698 r. 1673–1698         |              |              | Sanda Dewi                        | Sanda Dewi                        | Sanda Dewi                        | Sanda Dewi                        | Sanda Dewi                        | Sanda Dewi                        |  |  |                                        |                                        |                                        |                                        |                                        |                                        |  |  |                                          |                                          |                                          |                                          |                                          |                                          |              |              |                              |                              |                                                 |                                                 |                                                 |                                                 |                                                 |                                                 |                |                |                |                | Narawara 1650–1673 r. 1672–1673              | Narawara 1650–1673 r. 1672–1673              | Narawara 1650–1673 r. 1672–1673              | Narawara 1650–1673 r. 1672–1673              | Narawara 1650–1673 r. 1672–1673              | Narawara 1650–1673 r. 1672–1673              |                                     |                                     |                                           |                                           |                                           |                                           |                                           |                                           |                                           |                                           |                                           |                                           |
|                                                  |                                                  |                                                  |                                                  |                                                  |                                                  |  |  |                                               |                                               |                                               |                                               |                                               |                                               |              |              |                                   |                                   |                                   |                                   |                                   |                                   |  |  |                                        |                                        |                                        |                                        |                                        |                                        |  |  |                                          |                                          |                                          |                                          |                                          |                                          |              |              |                              |                              |                                                 |                                                 |                                                 |                                                 |                                                 |                                                 |                |                |                |                |                                              |                                              |                                              |                                              |                                              |                                              |                                     |                                     |                                           |                                           |                                           |                                           |                                           |                                           |                                           |                                           |                                           |                                           |
|                                                  |                                                  |                                                  |                                                  |                                                  |                                                  |  |  |                                               |                                               |                                               |                                               |                                               |                                               |              |              |                                   |                                   |                                   |                                   |                                   |                                   |  |  |                                        |                                        |                                        |                                        |                                        |                                        |  |  |                                          |                                          |                                          |                                          |                                          |                                          |              |              |                              |                              |                                                 |                                                 |                                                 |                                                 |                                                 |                                                 |                |                |                |                |                                              |                                              |                                              |                                              |                                              |                                              |                                     |                                     |                                           |                                           |                                           |                                           |                                           |                                           |                                           |                                           |                                           |                                           |
|                                                  |                                                  |                                                  |                                                  |                                                  |                                                  |  |  |                                               |                                               |                                               |                                               |                                               |                                               |              |              | Sanay 1673–1714 r. 1698–1714      | Sanay 1673–1714 r. 1698–1714      | Sanay 1673–1714 r. 1698–1714      | Sanay 1673–1714 r. 1698–1714      | Sanay 1673–1714 r. 1698–1714      | Sanay 1673–1714 r. 1698–1714      |  |  | Maha Dewi Reina principal              | Maha Dewi Reina principal              | Maha Dewi Reina principal              | Maha Dewi Reina principal              | Maha Dewi Reina principal              | Maha Dewi Reina principal              |  |  |                                          |                                          |                                          |                                          |                                          |                                          |              |              |                              |                              |                                                 |                                                 |                                                 |                                                 |                                                 |                                                 |                |                |                |                |                                              |                                              |                                              |                                              |                                              |                                              |                                     |                                     |                                           |                                           |                                           |                                           |                                           |                                           |                                           |                                           |                                           |                                           |
|                                                  |                                                  |                                                  |                                                  |                                                  |                                                  |  |  |                                               |                                               |                                               |                                               |                                               |                                               |              |              | Sanay 1673–1714 r. 1698–1714      | Sanay 1673–1714 r. 1698–1714      | Sanay 1673–1714 r. 1698–1714      | Sanay 1673–1714 r. 1698–1714      | Sanay 1673–1714 r. 1698–1714      | Sanay 1673–1714 r. 1698–1714      |  |  | Maha Dewi Reina principal              | Maha Dewi Reina principal              | Maha Dewi Reina principal              | Maha Dewi Reina principal              | Maha Dewi Reina principal              | Maha Dewi Reina principal              |  |  |                                          |                                          |                                          |                                          |                                          |                                          |              |              |                              |                              |                                                 |                                                 |                                                 |                                                 |                                                 |                                                 |                |                |                |                |                                              |                                              |                                              |                                              |                                              |                                              |                                     |                                     |                                           |                                           |                                           |                                           |                                           |                                           |                                           |                                           |                                           |                                           |
|                                                  |                                                  |                                                  |                                                  |                                                  |                                                  |  |  |                                               |                                               |                                               |                                               |                                               |                                               |              |              |                                   |                                   |                                   |                                   |                                   |                                   |  |  |                                        |                                        |                                        |                                        |                                        |                                        |  |  |                                          |                                          |                                          |                                          |                                          |                                          |              |              |                              |                              |                                                 |                                                 |                                                 |                                                 |                                                 |                                                 |                |                |                |                |                                              |                                              |                                              |                                              |                                              |                                              |                                     |                                     |                                           |                                           |                                           |                                           |                                           |                                           |                                           |                                           |                                           |                                           |
|                                                  |                                                  |                                                  |                                                  |                                                  |                                                  |  |  |                                               |                                               |                                               |                                               |                                               |                                               |              |              |                                   |                                   |                                   |                                   |                                   |                                   |  |  |                                        |                                        |                                        |                                        |                                        |                                        |  |  |                                          |                                          |                                          |                                          |                                          |                                          |              |              |                              |                              |                                                 |                                                 |                                                 |                                                 |                                                 |                                                 |                |                |                |                |                                              |                                              |                                              |                                              |                                              |                                              |                                     |                                     |                                           |                                           |                                           |                                           |                                           |                                           |                                           |                                           |                                           |                                           |
|                                                  |                                                  |                                                  |                                                  |                                                  |                                                  |  |  |                                               |                                               |                                               |                                               |                                               |                                               |              |              |                                   |                                   |                                   |                                   |                                   |                                   |  |  | Taninganway 1689–1733 r. 1714–1733     | Taninganway 1689–1733 r. 1714–1733     | Taninganway 1689–1733 r. 1714–1733     | Taninganway 1689–1733 r. 1714–1733     | Taninganway 1689–1733 r. 1714–1733     | Taninganway 1689–1733 r. 1714–1733     |  |  | Mingala Dewi Reina principal             | Mingala Dewi Reina principal             | Mingala Dewi Reina principal             | Mingala Dewi Reina principal             | Mingala Dewi Reina principal             | Mingala Dewi Reina principal             |              |              |                              |                              |                                                 |                                                 |                                                 |                                                 |                                                 |                                                 |                |                |                |                |                                              |                                              |                                              |                                              |                                              |                                              |                                     |                                     |                                           |                                           |                                           |                                           |                                           |                                           |                                           |                                           |                                           |                                           |
|                                                  |                                                  |                                                  |                                                  |                                                  |                                                  |  |  |                                               |                                               |                                               |                                               |                                               |                                               |              |              |                                   |                                   |                                   |                                   |                                   |                                   |  |  | Taninganway 1689–1733 r. 1714–1733     | Taninganway 1689–1733 r. 1714–1733     | Taninganway 1689–1733 r. 1714–1733     | Taninganway 1689–1733 r. 1714–1733     | Taninganway 1689–1733 r. 1714–1733     | Taninganway 1689–1733 r. 1714–1733     |  |  | Mingala Dewi Reina principal             | Mingala Dewi Reina principal             | Mingala Dewi Reina principal             | Mingala Dewi Reina principal             | Mingala Dewi Reina principal             | Mingala Dewi Reina principal             |              |              |                              |                              |                                                 |                                                 |                                                 |                                                 |                                                 |                                                 |                |                |                |                |                                              |                                              |                                              |                                              |                                              |                                              |                                     |                                     |                                           |                                           |                                           |                                           |                                           |                                           |                                           |                                           |                                           |                                           |
|                                                  |                                                  |                                                  |                                                  |                                                  |                                                  |  |  |                                               |                                               |                                               |                                               |                                               |                                               |              |              |                                   |                                   |                                   |                                   |                                   |                                   |  |  |                                        |                                        |                                        |                                        |                                        |                                        |  |  |                                          |                                          |                                          |                                          |                                          |                                          |              |              |                              |                              |                                                 |                                                 |                                                 |                                                 |                                                 |                                                 |                |                |                |                |                                              |                                              |                                              |                                              |                                              |                                              |                                     |                                     |                                           |                                           |                                           |                                           |                                           |                                           |                                           |                                           |                                           |                                           |
|                                                  |                                                  |                                                  |                                                  |                                                  |                                                  |  |  |                                               |                                               |                                               |                                               |                                               |                                               |              |              |                                   |                                   |                                   |                                   |                                   |                                   |  |  |                                        |                                        |                                        |                                        |                                        |                                        |  |  |                                          |                                          |                                          |                                          |                                          |                                          |              |              |                              |                              |                                                 |                                                 |                                                 |                                                 |                                                 |                                                 |                |                |                |                |                                              |                                              |                                              |                                              |                                              |                                              |                                     |                                     |                                           |                                           |                                           |                                           |                                           |                                           |                                           |                                           |                                           |                                           |
|                                                  |                                                  |                                                  |                                                  |                                                  |                                                  |  |  |                                               |                                               |                                               |                                               |                                               |                                               |              |              |                                   |                                   |                                   |                                   |                                   |                                   |  |  |                                        |                                        |                                        |                                        |                                        |                                        |  |  | Maha Dhamma Yaza 1714–1754 r. 1733–1752  | Maha Dhamma Yaza 1714–1754 r. 1733–1752  | Maha Dhamma Yaza 1714–1754 r. 1733–1752  | Maha Dhamma Yaza 1714–1754 r. 1733–1752  | Maha Dhamma Yaza 1714–1754 r. 1733–1752  | Maha Dhamma Yaza 1714–1754 r. 1733–1752  |              |              | Nanda Dipadi Reina principal | Nanda Dipadi Reina principal | Nanda Dipadi Reina principal                    | Nanda Dipadi Reina principal                    | Nanda Dipadi Reina principal                    | Nanda Dipadi Reina principal                    |                                                 |                                                 |                |                |                |                |                                              |                                              |                                              |                                              |                                              |                                              |                                     |                                     |                                           |                                           |                                           |                                           |                                           |                                           |                                           |                                           |                                           |                                           |
|                                                  |                                                  |                                                  |                                                  |                                                  |                                                  |  |  |                                               |                                               |                                               |                                               |                                               |                                               |              |              |                                   |                                   |                                   |                                   |                                   |                                   |  |  |                                        |                                        |                                        |                                        |                                        |                                        |  |  | Maha Dhamma Yaza 1714–1754 r. 1733–1752  | Maha Dhamma Yaza 1714–1754 r. 1733–1752  | Maha Dhamma Yaza 1714–1754 r. 1733–1752  | Maha Dhamma Yaza 1714–1754 r. 1733–1752  | Maha Dhamma Yaza 1714–1754 r. 1733–1752  | Maha Dhamma Yaza 1714–1754 r. 1733–1752  |              |              | Nanda Dipadi Reina principal | Nanda Dipadi Reina principal | Nanda Dipadi Reina principal                    | Nanda Dipadi Reina principal                    | Nanda Dipadi Reina principal                    | Nanda Dipadi Reina principal                    |                                                 |                                                 |                |                |                |                |                                              |                                              |                                              |                                              |                                              |                                              |                                     |                                     |                                           |                                           |                                           |                                           |                                           |                                           |                                           |                                           |                                           |                                           |